# Bubbone

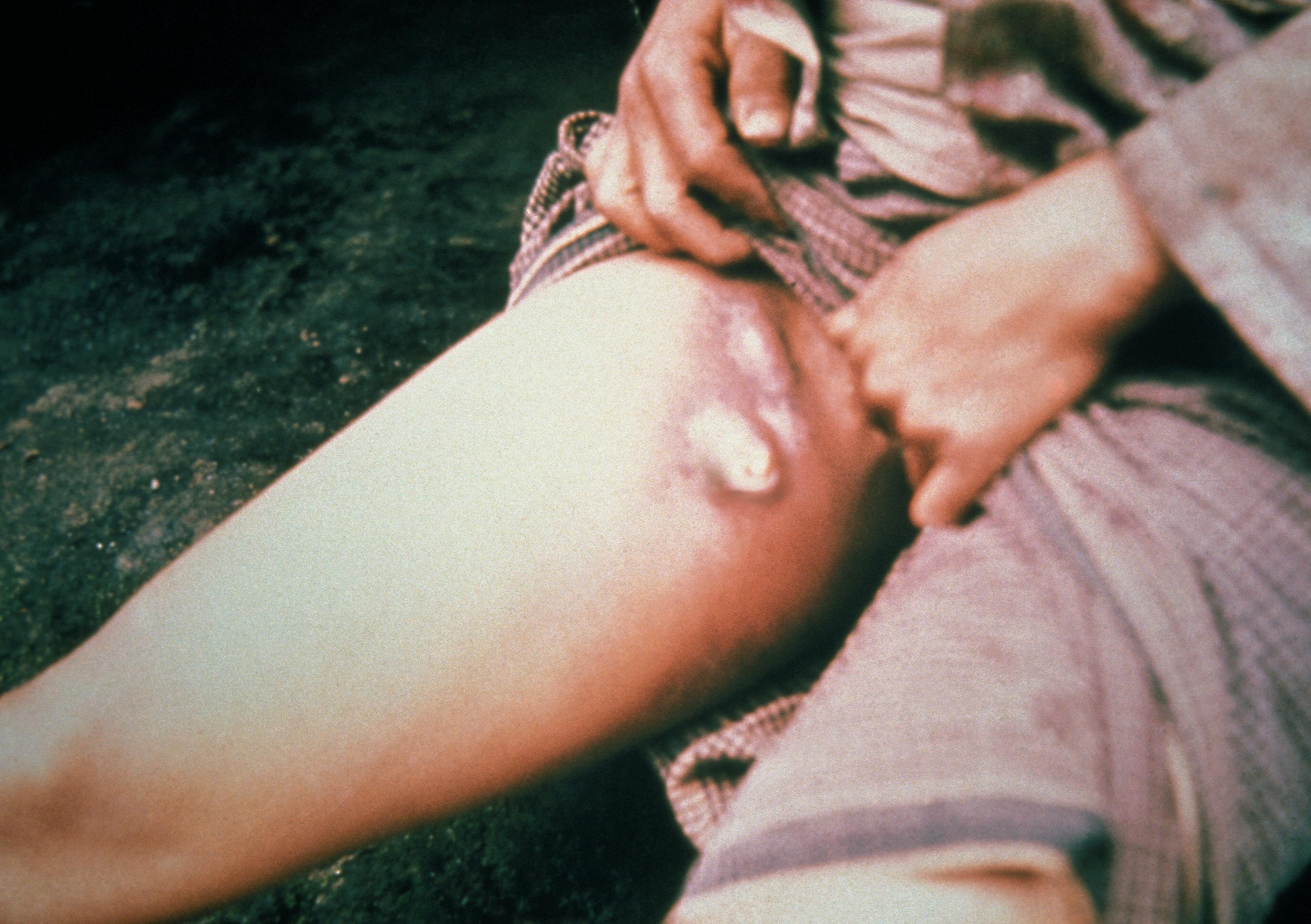
Bubbone tipico della peste bubbonica

Bubbone (in inglese ed in latino bubo) è il termine con il quale, in presenza di adenite acuta, si indica il rigonfiamento cutaneo generalmente edematoso e tumefatto, nettamente protruso all'infuori e dai contorni arrotondati e dal contenuto spesso purulento che si manifesta in corrispondenza di un linfonodo infiammato, generalmente all'inguine, alle ascelle o al collo. Le patologie che portano un bubbone a manifestarsi possono essere molteplici, come leishmaniosi, tumori o alcune malattie veneree, sebbene la patologia più famosa sia, per antonomasia, la peste bubbonica.
Nel lessico medico il termine, seppur corretto, è ormai desueto. Fu ampiamente utilizzato per tutto il XIX secolo e per gran parte del XX secolo nella letteratura medica circa la trattazione di alcune malattie infettive come la peste bubbonica o la linfogranulomatosi inguinale, un tempo chiamata, appunto, bubbone tropicale o bubbone climatico. 
Il termine, permutato dal latino, è presente nel lessico comune ove per estensione, può riferirsi a generiche tumescenze, bitorzoli o rigonfiamenti della pelle che presentino le caratteristiche tipiche del bubbone: forma regolare, arrossamento, suppurazione.

## Patologie correlate[5]
Oltre ad essere il principale segno distintivo della peste bubbonica, ne ritroviamo la manifestazione in molte malattie a trasmissione sessuale:
- Ulcera venerea
- Linfogranuloma venereo
- Sifilide

## Terapia
Il trattamento, che varia a seconda dell'eziologia, prevede la somministrazione di farmaci antinfiammatori, e antibiotici, impacchi caldi e nei casi più gravi si procede ad opera di incisione chirurgica e drenaggio.